# Get Shaky
Singles de Ian Carey Project
Redlight
(2008) Shot Caller
(2009)
Get Shaky est une chanson du DJ américain Ian Carey sous le pseudonyme The Ian Carey Project. Cette chanson est le grand succès de Ian Carey en tant que producteur.

## Liste des pistes
Australie CD single
1. Get Shaky (Radio Edit)
2. Get Shaky (Ian Carey Original vs Alternative remix) (6:19)
3. Get Shaky (Vandalism Remix)
4. Get Shaky (Stonebridge remix)

## Classements et Certifications

### Classements par pays
| Pays                                              | Meilleure position, |
| ------------------------------------------------- | ------------------- |
| Australie                                         | 2                   |
| Nouvelle-Zélande                                  | 7                   |
| Belgique Flandre                                  | 7                   |
| Royaume-Uni                                       | 9                   |
| Irlande                                           | 9                   |
| Pays-Bas                                          | 13                  |
| Allemagne                                         | 54                  |
| Autriche                                          | 62                  |
| France Club 40                                    | 22                  |
| États-Unis U.S. Billboard Hot Dance Airplay Chart | 1                   |
| États-Unis U.S. Billboard Hot Latin Songs         | 42                  |

| \| Pays \| Certifications \| \| ---------------- \| ------------------------------------------------------ \| \| Australie \| 2 × Platine avec plus de 140 000 exemplaires vendus[4] \| \| Nouvelle-Zélande \| Or avec plus de 7 500 exemplaires vendus \| |                                                     |
| Pays | Certifications                                      |
| Australie | 2 × Platine avec plus de 140 000 exemplaires vendus |
| Nouvelle-Zélande | Or avec plus de 7 500 exemplaires vendus            |

### Classement de fin d'année 2008
| Année | Classement                   | Position |
| ----- | ---------------------------- | -------- |
| 2008  | Australie ARIA Singles Chart | 81       |

### Classement de fin d'année 2009
| Classement général 2009          | Position |
| -------------------------------- | -------- |
| Australie ARIA Classement Single | 81       |